# Maria Malmer Stenergard
Maria Malmer Stenergard, née le 23 mars 1981 à Kristianstad (Suède), est une avocate et femme politique suédoise, membre du Parti modéré de rassemblement. Elle est ministre des Affaires étrangères depuis le 10 septembre 2024.

## Biographie
Maria Malmer Stenergard étudie au Söderportsgymnasiet de Kristianstad, obtenant son diplôme en 1999. Elle déménage ensuite à Lund, intégrant son université. Elle est diplômée en 2002. Elle travaille chez Tetra Pak en 2002–2003. Elle reprend ensuite ses études, entamant en 2003 un cursus de droit. Elle est diplômée en 2008 de l'université de Lund. Elle suit également la formation Stureakademin de Timbro.
Après avoir travaillé au tribunal de Hässleholm de 2009 à 2011, elle est employée par la Swedish Enforcement Authority (en) jusqu'en 2014.
Pendant ses études, elle milite dans des mouvements jeunes proches du Parti modéré de rassemblement. Elle est élue députée en 2014,. Après avoir été porte-parole du Parti modéré de rassemblement pour la fiscalité et la politique environnementale et agricole, elle devient en février 2019 porte-parole pour les sujets liés aux migrations et à la sécurité sociale.
Le 18 octobre 2022, elle est nommée ministre des Migrations dans le gouvernement Kristersson. Elle est notamment chargée de mettre en œuvre une politique d'immigration plus restrictive que sous les gouvernements précédents,.
Le 10 septembre 2024, elle est nommée ministre des Affaires étrangères en remplacement de Tobias Billström, démissionnaire.